# Leica M Monochrom
La Leica M Monochrom è una fotocamera digitale della serie M a telemetro di Leica Camera AG e dispone di un sensore in bianco e nero. La fotocamera è stata annunciata il 10 maggio 2012 ed è la prima fotocamera digitale full-frame in bianco e nero del mondo.
Leica sostiene che la fotocamera offre immagini più nitide del 100% rispetto alle immagini monocromatiche provenienti da una fotocamera con un sensore a colori (di megapixel comparabili).  La fotocamera è in grado di modificare l'immagine catturata per applicare tre effetti cromatici (seppia, chiamati freddi e selenio).
La nitidezza ottenuta è dovuta alla mancanza di una matrice di filtro di colore, evitando così il processo di demosaicizzazione catturando il vero valore di luminanza di ciascun fotosensore. La rimozione della matrice filtro colore significa anche che nessuna luce in entrata viene filtrata, rendendo il sensore più sensibile alla luce, il che spiega l'alta sensibilità nativa di 320 ISO.